# One More Road
One More Road è un album dei Pentangle, pubblicato dalla Permanent Records nel 1993.

## Tracce
1. Travelling Solo – 4:31 (Pentangle)
2. Oxford City – 3:53 (Brano tradizionale, arrangiamento Pentangle)
3. Endless Sky – 4:02 (Pentangle)
4. The Lilly of the West – 5:04 (Brano tradizionale, arrangiamento Pentangle)
5. One More Road – 3:50 (Pentangle)
6. High Germany – 3:52 (Brano tradizionale, arrangiamento Pentangle)
7. Hey, Hey Soldier – 3:03 (Pentangle)
8. Willy of Winsbury – 7:54 (Brano tradizionale, arrangiamento Pentangle)
9. Somali – 4:55 (Pentangle)
10. Manuel – 4:22 (Pentangle)
11. Are You Going to Scarborough Fair – 5:10 (Brano tradizionale, arrangiamento Pentangle)

## Musicisti
- Bert Jansch - voce (brani: 4, 7, 9 e 11)
- Bert Jansch - chitarra acustica, banjo
- Jacqui McShee - voce (brani: 1, 2, 5, 6, 8, 9 e 10)
- Peter Kirtley - voce (brano: 3)
- Peter Kirtley - chitarra acustica, chitarra elettrica
- Mike Piggot - violino (brani: 4, 6 e 8)
- Nigel Portman Smith - basso, pianoforte, tastiere
- Gerry Conway - batteria, percussioni, congas

Musicista aggiunto
- Paul Brennan - whistle (brano: 6)